# Пік Мадара

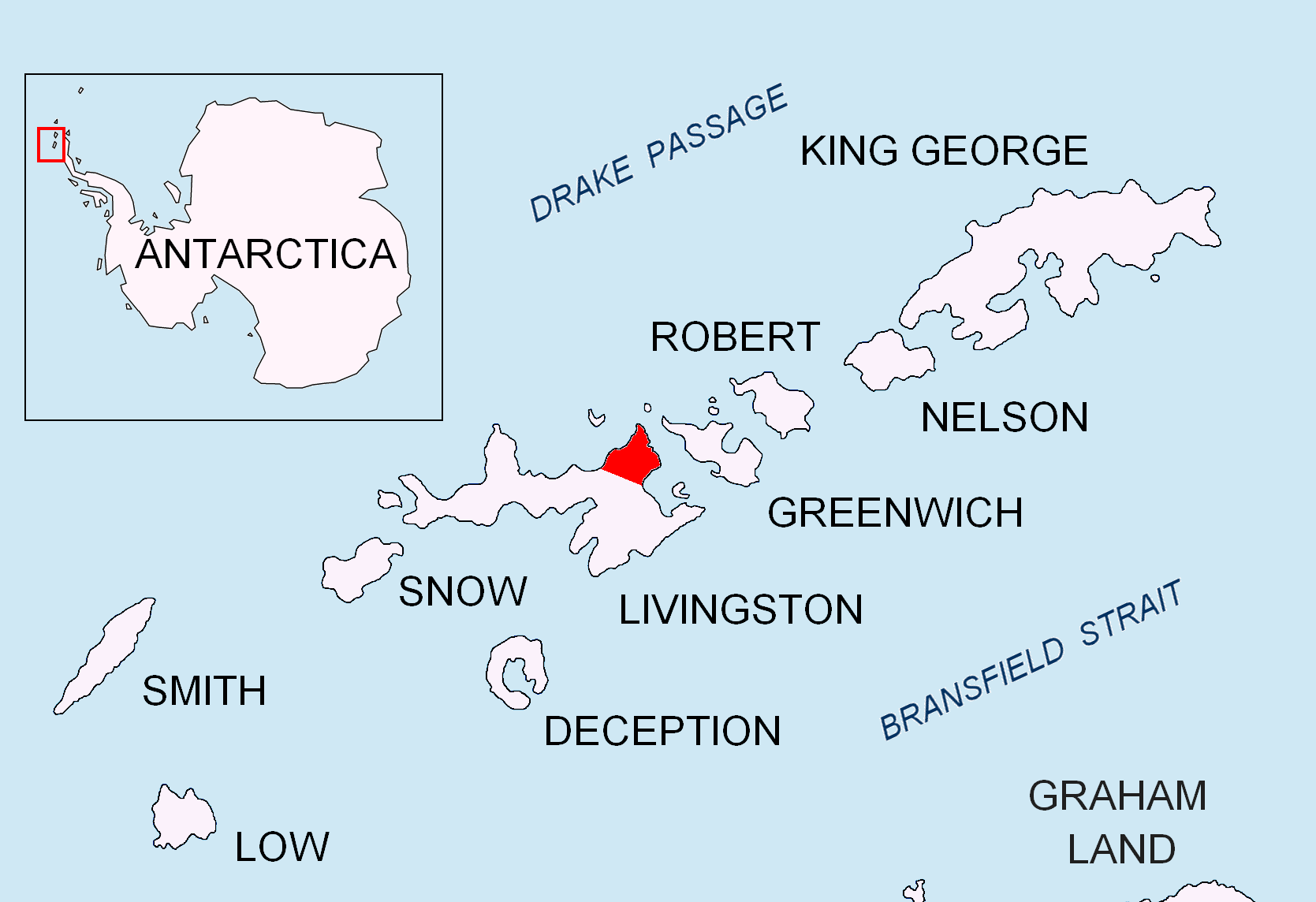
Розташування півострова Варна на острові Лівінгстон на Південних Шетландських островах.

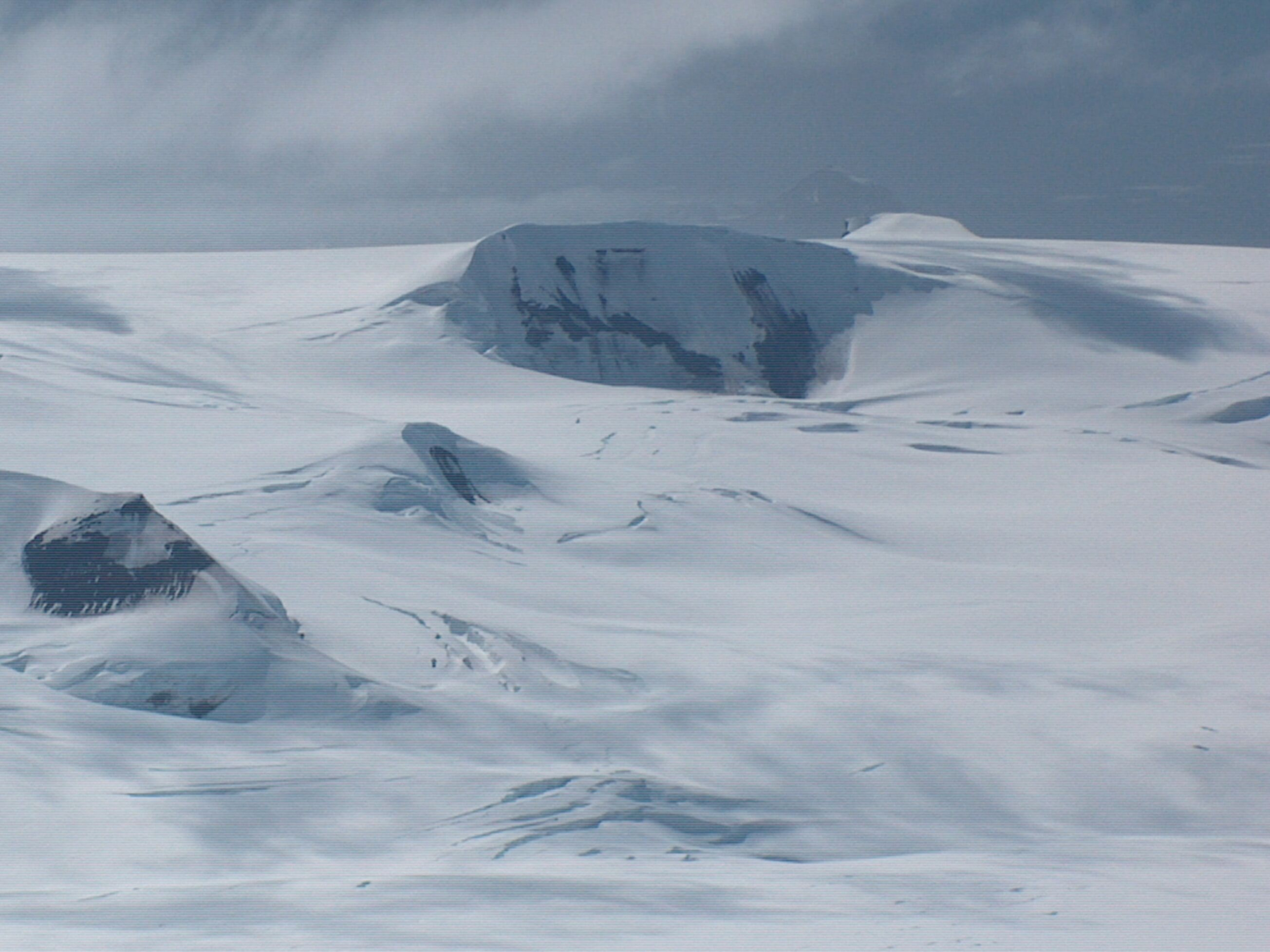
Пік Мадара з піку Мельник.

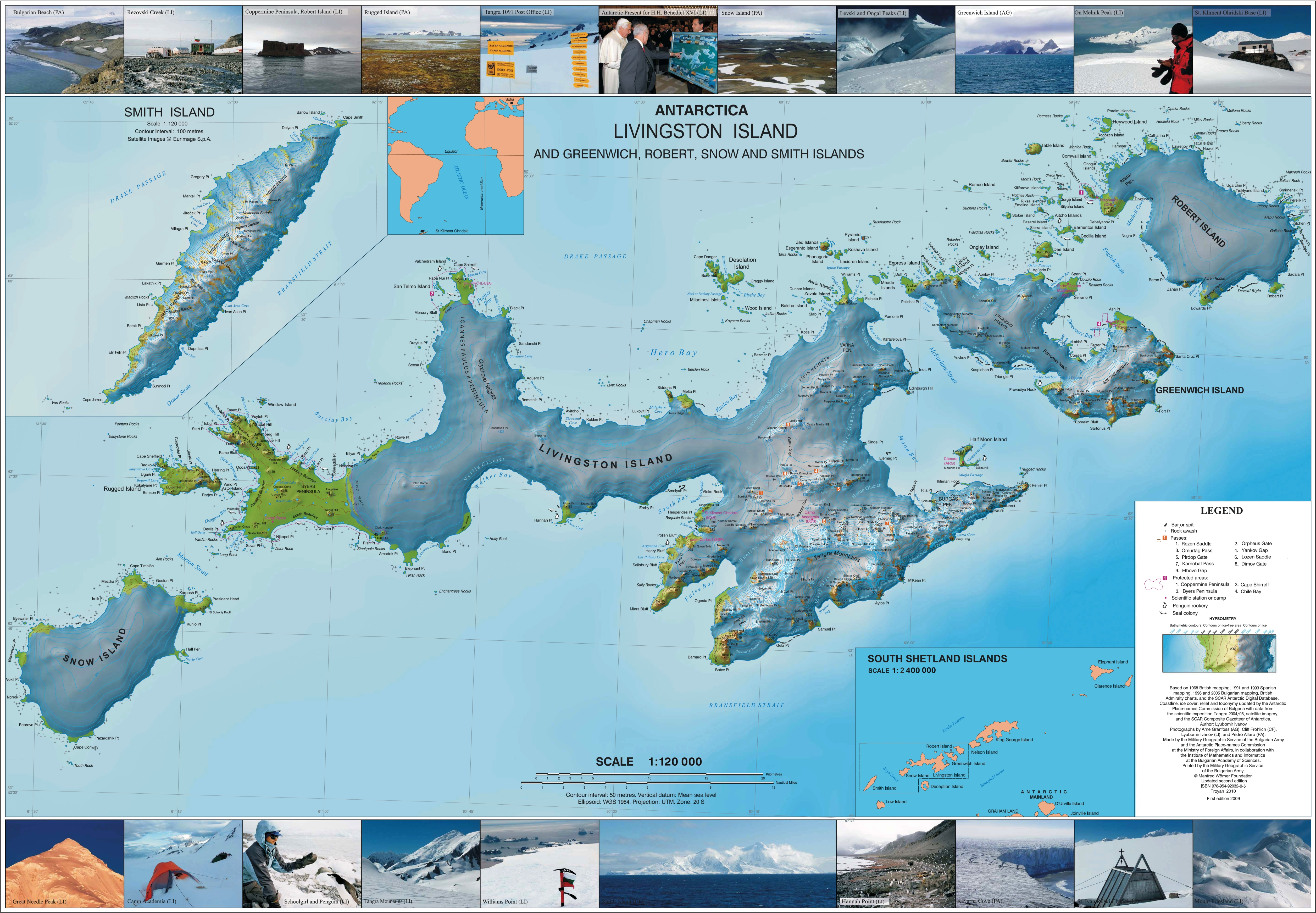
Топографічна карта островів Лівінгстон, Гринвіч, Роберт, Сноу та Сміт.

Пік Мадара (болг. връх Мадара, трансліт. vrah Madara , IPA: [ˈVrɤx ˈmadɐrɐ]) — 430-метровий пік у Відінських висотах на півострові Варна, острів Лівінгстон на Південних Шетландських островах, Антарктида. Південні схили круті та частково вільні від льоду. 
Пік названий на честь історичного місця Мадара на північному сході Болгарії.

## Розташування
Пік знаходиться за координатами 62°32′04″ пд. ш. 60°06′43″ зх. д. / 62.53444° пд. ш. 60.11194° зх. д., що є 1,26 км на північний схід від піку Самуель, 1,25 км на північ-північний захід від піку Сакар, 1.3 км на північний схід від піку Самуель, 2.6 км на схід від піку Мізія, 1.4 км на південь-південний захід від Раковського Нунатака, 2.5 км на південний захід від Гострого піку і 4,97 км на захід-північ від Единбурзького пагорба (болгарська топографічна зйомка Тангра 2004/05 та картографування у 2005 та 2009).

## Мапи
- Л. Л. Іванов та ін. Антарктида: острів Лівінгстон та острів Гринвіч, Південні Шетландські острови . Масштаб 1: 100000 топографічної карти. Софія: Антарктична комісія з географічних назв Болгарії, 2005.
- Л. Л. Іванов. Антарктида: острови Лівінгстон та Гринвіч, Роберт, Сноу та Сміт [Архівовано 24 квітня 2008 у Wayback Machine.] . Масштаб 1: 120000 топографічної карти. Троян: Фонд Манфреда Вернера, 2009.